# لويز إدواردو سواريس
لويز إدواردو سواريس (بالبرتغالية: Luiz Eduardo Soares‏) هو عالم إنسان ومؤلف وفيلسوف وكاتب برازيلي، ولد في 12 مارس 1954 في نوفا فريبورغو في البرازيل.

## وصلات خارجية
- لويز إدواردو سواريس على موقع IMDb (الإنجليزية)
- لويز إدواردو سواريس على موقع قاعدة بيانات الفيلم (الإنجليزية)